# Epanaphe carteri
Epanaphe carteri is een vlinder uit de familie tandvlinders (Notodontidae), onderfamilie processievlinders (Thaumetopoeinae). De wetenschappelijke naam van deze soort is voor het eerst geldig gepubliceerd in 1885 door Walsingham.
De soort komt voor in tropisch Afrika.